# Reggenza di Sukabumi
La Reggenza di Sukabumi (in indonesiano Kabupaten Sukabumi) è una reggenza (kabupaten) dell'Indonesia situata nella provincia di Giava Occidentale.